# Dante Spinotti
Dante Spinotti (født 22. august 1943) er en italiensk filmfotograf der har arbejdet på flere store Hollywoodproduktioner. Spinotti har været nomineret to gange til en Oscar og to gange til en Satellite Award, samt to gange til en BAFTA Award, hvoraf han vandt den ene gang for Den sidste mohikaner.

## Udvalgt filmografi
- Den sidste mohikaner (1992)
- Heat (1995)
- L.A. Confidential (1997)
- Wonder Boys (2000)
- Bandits (2001)
- Den Røde Drage (2002)
- After the Sunset (2004)
- X-Men: The Last Stand (2006)
- Public Enemies (2009)